# Arco de Jano
O Arco de Jano é o único arco triunfal quadrifronte preservado em Roma e está localizado num cruzamento no Velabro-Fórum Boário, no rione Ripa. Ele foi construído no início do século IV utilizando materiais reaproveitados, possivelmente para homenagear Constantino I ou Constantino II. Seu nome atual provavelmente data do Renascimento ou depois e jamais foi utilizado para denominá-lo na Antiguidade. Este nome deriva possivelmente da configuração da estrutura, com quatro fachadas e quatro arcos, o que remete à versão com quatro rostos de Jano (em latim: Janus Quadrifons) e também à estruturas reais relacionadas a Jano mencionadas em descrições históricas da Roma Antiga.
Na Idade Média, a família Frangipane transformou o edifício numa fortaleza, o que permitiu que ele sobrevivesse praticamente intacto até 1830. Na época, o ático e o topo foram demolidos por que se acreditava que estas porções não faziam parte da estrutura original. Fragmentos da inscrição dedicatória estão preservados na vizinha igreja de San Giorgio in Velabro. 